# Liste der Naturdenkmale in Güllesheim
Die Liste der Naturdenkmale in Güllesheim nennt die im Gemeindegebiet von Güllesheim ausgewiesenen Naturdenkmale (Stand 15. Februar 2024).

## Naturdenkmale
| Nr.         | Bezeichnung                          | Lage                         | Beschreibung           | Bild                                    |
| ----------- | ------------------------------------ | ---------------------------- | ---------------------- | --------------------------------------- |
| ND-7132-400 | Kastanie in der Gemarkung Güllesheim | Talweg, bei Nr. 10 Lage      | Aesculus hippocastanum | Direkt Bild zu diesem Denkmal hochladen |
| ND-7132-404 | Linde am Brunnen in der Lindenstraße | Lindenstraße, bei Nr. 9 Lage | Tilia sp.              | Direkt Bild zu diesem Denkmal hochladen |